# Bergtóra Hanusardóttir
Bergtóra Hanusardóttir (født 15. november 1946 i Tórshavn, Færøerne) er specialtandlæge i ortodonti og forfatter. Hun studerede i København, først til tandlæge, som hun afsluttede i 1970, hvorefter hun fortsatte med at specialisere sig indenfor ortodonti. Hun var uddannet som odontolog i 1975 og flyttede samme år 1975 tilbage til Færøerne, hvor hun har arbejdet som specialtandlæge i egen specialtandlægeklinik, Sertannlæknastovan, i knap 40 år. Hun har været aktiv indenfor forskellige områder, f.eks. indenfor sport, gymnasiforeninger, i fredsbevægelsen, i Folkebevægelsen imod EEC. Hun har specielt været aktiv indenfor færøske kvindepolitiske emner og var bl.a. med til at etablere kvindegruppen Kvinnufylkingin, hun var også bestyrelsesmedlem i Thorshavns Kvindeforening (Kvinnufelagið í Havn) i flere årtier, og hun var formand i flere år. Kvindeforeningen i Thorshavn udgav magasinet Kvinnutíðindi, hvor Bergtóra var redaktør i flere år. Hun har repræsenteret Færøerne til kvindekonferencer forskellige steder rundt i verden, bl.a. i deltog hun i 1995 ved en international kvindekonference i Peking og i 2000 i New York. Hun har også været medlem af Færøernes Ligestillingsråd (Javnstøðunevndin). Hun har skrevet prosadigte, noveller og romaner. Hun skriver ofte om kvinders position i samfundet og om kvinders vilkår.

### Romaner
- Skert flog, 1990
- Suðar dýpið reyða, 1999
- Burtur, 2006
  - Færingerne, i dansk oversættelse, Amanda Books, 2017.

### Noveller
- Fundarboð
- Loynigongir, Mentunargrunnur Studentafelagsins, 108 sider, 1993
- Eisini kærleiki, Frostrósan, 1987
- Katrin, Frostrósan, 1987
- Várvindar, Kvinnutíðindi, 1988
- Bonsai, 2000

### Skuespil
- Náttúra menniskjunar, 1984
- Heygbúgvin, 1991

### Digte
- Songartíð, 2000

### Udgivet i Kvinnutíðindi
- Langomma, Kvinnutíðindi nr 1, 1984
- Tilkomin kvinna, Kvinnutíðindi nr 1, 1984
- Einsamøll mamma, Kvinnutíðindi nr 1, 1984
- Kvinna í starvi, Kvinnutíðindi nr 1, 1984
- Ung kvinna og Smágenta, Kvinnutíðindi nr 1, 1984
- Prosadigte i í skuespillet Kvinnur, udgivet i Kvinnutíðindi nr.1, 1984

## Familie
Bergtóra Hanusardóttir har været gift med havbiologen Bogi Hansen, og de fik to børn sammen: Tróndur Bogason (1976) og og Ragnheiður Bogadóttir (1979). Tróndur er komponist og er gift med den færøske sanger og sangskriver Eivør Pálsdóttir.
Bergtóras mor var Mia Trónd fra Gundalur í Tórshavn, hendes far var Hanus D. Jensen fra Útistova på den lille ø Skúvoy. Mia og Hanus fik fire børn, Bergtóra er ældst, de andre er søstrene Rannvá, Svanna og Marjun. Søsteren Marjun Hanusardóttir arbejder som departementschef på Lagmandskontoret (færøsk: løgmansstjóri). Mia Trónd var slægtet fra Kirkjubøur, hendes forældre var Malan og Tróndur Hansen, faderens var søn af Gusta av Kák og Jóannes fra Kirkjubøur, som bosatte sig á Ryggi i Tórshavn. Hendes farmor og farfar fra Skúvoy var Mathea D. Poulsen, som var datter til Súsanna og Hanus í Garðinum, og Antines Jensen, som var søn til Elsuba og Janus úti í Stovu i Skúvoy.